# After Eight

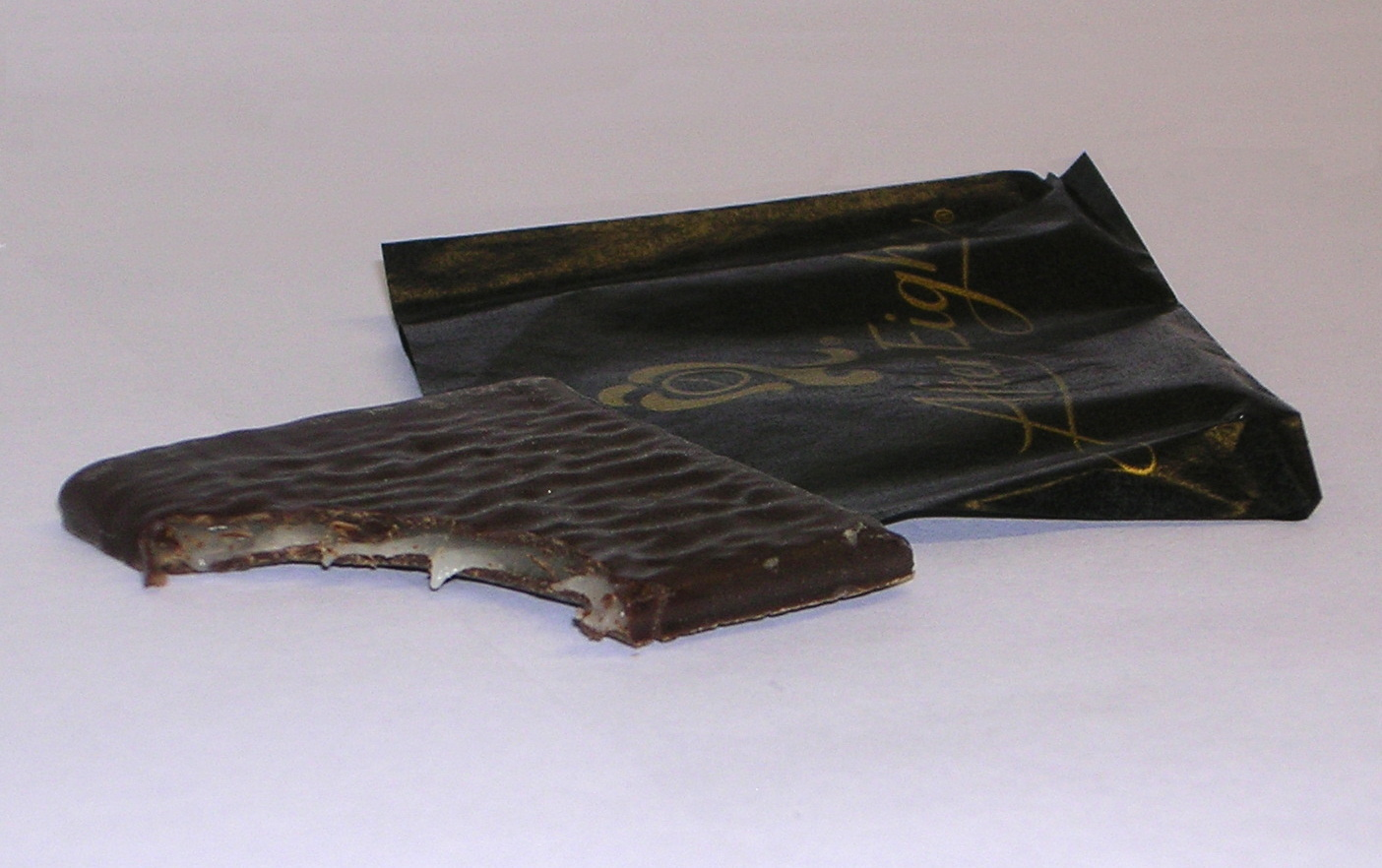
Una chocolatina After Eight.

After Eight (traducible al español como Después de las ocho) es una chocolatina producida por Nestlé, que consiste en crema de menta cubierta por una capa cuadrada de chocolate negro, que forma una lámina.

## Historia
El origen del producto surge en 1962, cuando comienza a ser elaborada por la marca británica Rowntree. El dulce estaba pensado para ser consumido después de una cena, por lo que tomó el nombre de After Eight (después de las ocho). En un principio sólo se elaboraron las chocolatinas cuadradas, que se producían en la fábrica de Castleford (West Yorkshire), y más tarde comenzó a venderse en otros mercados como el europeo y el estadounidense.
En 1988, Nestlé se convierte en la fabricante del producto tras comprar la empresa Rowntree y todas sus marcas. Bajo la nueva dirección se amplió la gama de productos a bombones, y ediciones especiales como chocolate con leche o chocolate con naranja. Desde 2007 Nestlé utiliza grasa de leche en su producción.